# Maxillaria ramonensis
Maxillaria ramonensis är en orkidéart som beskrevs av Rudolf Schlechter. Maxillaria ramonensis ingår i släktet Maxillaria och familjen orkidéer. Inga underarter finns listade i Catalogue of Life.